# Col des Étroits
Der Col des Étroits ist ein Passübergang im Schweizer Kanton Waadt. Über den Bergsattel im Juragebirge führt eine Strasse vom Jurasüdfuss in das französische Departement Doubs. Von einer Abzweigung nördlich der Passhöhe aus ist durch das Vallon de Noirvaux das Val de Travers im Kanton Neuenburg zu erreichen.

## Geografie
Die Passhöhe befindet sich auf 1152 m ü. M. in der Gemeinde Sainte-Croix im Bezirk Jura-Nord vaudois. Der Bergübergang liegt knapp ausserhalb und im Nordwesten der Siedlung. Der Bergsattel, über den die Hauptstrasse 151 verläuft, trennt den Berg Le Cochet (1485 m ü. M.) nördlich von Sainte-Croix vom Mont des Cerfs (1273 m ü. M.) im Westen der Stadt. Deren Gemeindegebiet erstreckt sich über die Berglandschaften auf beiden Seiten des Col des Étroits. Im Osten befindet sich bei Sainte-Croix ein mehrere Quadratkilometer grosses, weites Talbecken, das wie eine Halbklus die Chasseron-Antiklinale des Faltenjuras unterbricht. In der sumpfigen Ebene südlich von Sainte-Croix beginnt im Moorgebiet der Mouille de la Sagne der Lauf des Flusses Arnon, der unterhalb davon die tiefe Schlucht Gorges de Covatanne geschaffen hat und weiter im Osten in den Neuenburgersee mündet. Entlang der Schlucht verläuft die Rampe der Hauptstrasse 151 von Yverdon-les-Bains im Mittelland zum Pass Col des Étroits. Vom Passfussort Vuiteboeuf (597 m ü. M.) hat die Passstrasse eine Länge von 11,3 Kilometern und steigt 556 Meter bis zum höchsten Punkt.
Westlich des Bergübergangs führt die Passtrasse fünf Kilometer weit über die Karst-Hochebene mit dem Strassendorf L’Auberson (1100 m ü. M.), das zu Sainte-Croix gehört, zur Zollstelle bei der Landesgrenze zu Frankreich. Ennet der Grenze verbindet die Departementsstrasse 6 die Schweiz mit den französischen Gemeinden La Cluse-et-Mijoux und Pontarlier.

Blick über Sainte-Croix zum Col des Étroits

Die Hauptstrasse 149 zweigt etwa hundert Meter nördlich des Col des Étroits von der Hauptstrasse 151 ab und steigt gegen Norden durch die Nordflanke des Berges steil in das Tal Vallon de Noirvaux hinunter. Nach drei Kilometern erreicht sie die Grenze zum Kanton Neuenburg. Das Tal wird von der Noiraigue entwässert, die aus einer Karstquelle im Gebiet nördlich des Col des Étroits entspringt und als Buttes im Val de Travers bei Fleurier in die Areuse mündet, die ebenfalls ein Zufluss des Neuenburgersees ist. Somit liegen beide Seiten der Passhöhe im Einzugsgebiet der Aare.

## Verkehr
Auf dem Col des Étroits überquert die Hauptstrasse 151 den Jurahauptkamm. Der Pass liegt auf der Route des historischen Pilgerwegs «Via Francigena». Dieser alten Strecke folgt in der Schweiz, auf Fusswegen neben der Hauptstrasse, die ausgeschilderte Wanderroute «Via Francigena» (SchweizMobil-Route 70), die von der Landesgrenze bei L’Auberson über den Col des Étroits durch die Kantone Waadt und Wallis bis auf den Grossen St. Bernhard an der Grenze zu Italien führt. In der Frühen Neuzeit war der Weg für den Import von Salz von Pontarlier in die Schweiz wichtig.
Über den Pass verkehrt die Buslinie 615 Mauborget-L’Auberson des regionalen Verkehrsbetriebs Travys.
Die offizielle Route des Jurahöhenwegs folgt in diesem Bereich nicht der Kammlinie über die Passhöhe, sondern führt etwas unterhalb durch die Ortschaft Sainte-Croix mit dem Anschluss an den öffentlichen Verkehr im Bahnhof Sainte-Croix. Auf der Passhöhe verzweigen sich mehrere regionale Wanderwege.

## Radsport
2009 führte die 15. Etappe der Tour de France über den Pass, der als Bergwertung der dritten Kategorie klassiert war. Die Tour de Suisse nahm 1958 und 1971 einen Bergpreis auf dem Col des Étroits in das Programm auf. Mehrmals überquerte auch die Tour de Romandie den Berg (z. B. 2009, 2010, 2015 und 2018); die für deren Ausgabe von 2016 geplante Passüberquerung musste wegen Schneefalls kurzfristig abgesagt werden.

## Sperrstelle Col des Étroits
Auf dem Pass wurde ab Juli 1936 zur Sicherung der Schweizer Westgrenze eine Sperrstelle der Grenzbrigade 1, bestehend aus mehreren Bunkern und Panzersperren, errichtet. Sie ist Teil der lang gezogenen Bunkerlinie vor Sainte-Croix. Die Befestigungen wurden nach ihrer Aufgabe in den 1990er Jahren als Sperrstelle von nationaler Bedeutung klassifiziert.
- Infanteriebunker Paquier aux Vaux A 515, Sperre Paquier aux Vaux (Sainte-Croix) ⊙
- Infanteriebunker Paquier aux Vaux A 516, Sperre Paquier aux Vaux (Sainte-Croix) ⊙
- Infanteriebunker Col Etroits E A 518, Sperre Col des Etroits (Sainte-Croix) ⊙
- Infanteriebunker Col Etroits Centre A 519, Sperre Col des Etroits (Sainte-Croix) ⊙
- Infanteriebunker in GPH A 520, Sperre Col des Etroits (Sainte-Croix) ⊙
- Infanteriebunker in GPH A 521 Sperre Col des Etroits (Sainte-Croix) ⊙
- Infanteriebunker Col Etroits W A 522 Sperre Col des Etroits (Sainte-Croix) ⊙